# 宋世德
宋世德（1857年—1921年），字輔仁，別號雲鶴，大興縣（今北京市）人，清朝武术家，宋氏形意拳宗師宋世榮之弟，與兄長宋世榮同為李洛能門下八大弟子之一。
宋世德少時與兄長隨父宋永祿遷居山西太谷，學習鐘表技術，後與兄長宋世榮同拜神拳李洛能學習形意拳，藝成後人稱宋世德為「二宋」。宋世德性孤僻、寡言語，喜歡到清靜的地方練拳，不讓外人觀看。四十余歲出家為僧，手提鐵鏟杖，獨自一人遊歷，曾東至朝鮮，西至俄羅斯。晚年回太谷，住在附近普慈寺大佛殿東側配殿內。終年六十五歲。
宋世德一生並未收門徒，只在晚年將拳藝授給子宋鐵麟、侄宋虎臣等人。